# Yousouf Ier Jakéli
Yousouf Ier Jakéli (mort en 1647) est pacha d'Akhaltsikhé  de 1635 à 1647.

## Biographie
Fils de Béka Jakéli Saphar Pacha, il obtient sans problème de la Sublime Porte la succession de son père comme pacha d’Akhaltsikhé. Yousouf Ier est un musulman déterminé qui gouverne dans la totale dépendance du gouvernement ottoman représenté localement par le pacha d’Erzurum.
Par haine du christianisme, il favorise le développement de l’islam, de sorte que les usages chrétiens disparaissent progressivement du Samtskhe. Si une partie de la population rurale résiste farouchement à cette islamisation, de nombreux Meskhètes se convertissent à l'islam, ou émigrent vers l’Iméréthie. Bien que devenu presque entièrement musulman, le Samtske bénéficie de la protection spéciale des souverains ottomans, qui utilisent les gouverneurs héréditaires de cette province pour leurs interventions en Iméréthie et en Géorgie orientale (Karthli).
En 1636, Yousouf Jakéli accorde le droit de passage et l’hospitalité dans ses États à Rostom Khan, roi de Karthli vassal de l’Iran, pour qu’il puisse aller chercher son épouse Marie de Mingrélie, sœur du Dadian Lévan II et fille de Mamouka Ier Dadiani.
À sa mort en 1647, Yousouf Ier Jakéli a comme successeur son fils Rostom Ier Jakéli.